# 杉河沙奈
汐河 佳奈（しおかわ かな、1977年6月1日 - ）は、日本のAV女優、スカトロジスト。LINX所属。

## 略歴・人物
2014年に「葵紫穂（あおい しほ）」としてデビューした熟女系AV女優。
2015年に「オペラ10周年記念大作 まじスカ監獄 史上最悪の女囚スカトロ拷姦」で初のスカトロ作品に出演。樹花凛や姫乃未来といったスカトロ界のレジェンド女優と共演する。その後も、脱糞のみならず、塗糞や食糞プレイも披露し、スカトロ界を代表する女優へと成長した。
2017年4月4日、「杉河沙奈」に改名したことを自身のブログで報告した。しかし、「杉河沙奈」名義での活動は行われず、実質的に「葵紫穂」名義が継続されることとなった。
同年10月、「汐河佳奈」へ改名しエベレストに所属事務所を移籍。
2018年5月21日、LINXへの移籍を報告。

## 出演作品

### アダルトDVD
「葵紫穂」名義
2014年
- 初撮り人妻ドキュメント（9月4日、センタービレッジ）
- ヨガ教室始めました 軟体人妻凌辱（9月17日、ソルト・ペッパー）
- イケメンが熟女を部屋に連れ込んでSEXに持ち込む様子を盗撮したDVD。 11（11月1日、エマニエル）
- 葵んちのおばちゃんが勝負下着でこっそり僕を誘惑してきた（11月13日、センタービレッジ）
- 熟肉ドキュメンタリー 人妻解剖淫術式 被験者その2（11月19日、Baby Entertainment）
- 菊門姦（11月20日、グローリークエスト）
- 妖艶 いやらしい女の妖しい魅力 葵紫穂 38歳（11月28日、つちのこシンデレラ）

2015年
- AV女優が撮影現場に来たらいきなりアナルSEX（1月1日、グローリークエスト）
- 母さんを縛りたい!（1月7日、マドンナ）
- 発情人妻「生」撮りドキュメンタト 昼顔妻 〜夫のいない午後の熟女たち〜 第一章（1月9日、煌KIRAMEKI）※Onafesグランプリ2015 エントリー作品
- ヤリマン疑惑の主婦（1月22日、タカラ映像）
- 禁断レズビアン 母と娘Ⅲ 甘美な母娘レズ SEXストーリー第三章（1月29日、グラフィティジャパン）
- お義母さん、嫁よりも気持ちいいですよ…（2月1日、エマニエル）
- 熟尻×スパッツ エロチシズム（2月25日、アロマ企画）
- 僕のいいなり義母（3月19日、グローリークエスト）
- 親族相姦 きれいな叔母さん（4月1日、ヴィーナス）
- 人妻緊縛 2（4月2日、ダーティーファクトリー）
- 人妻緊縛 3（4月2日、ダーティーファクトリー）
- 性欲高まる危険日にガチ羞恥露出! 美人妻から「種付けして♥」とアナルも差し出し肉便器宣言!!（5月7日、山と空）
- 友人の母親（5月7日、ヴィーナス）
- 熟女全身女体図鑑 第一号（5月25日、アロマ企画）
- 緊縛スチール撮影 47（5月25日、ダーティーファクトリー）
- 寝取り母 2 実は計画的に娘のダンナを寝取りたい母は、朝からオ●ンコが濡れまくりで2回も下着を取り替える始末。そしていざ決戦の日。今日はとっておきの香水たっぷり振りかけて、娘婿を誘惑しますっ!!（5月29日（レンタル）/6月5日（セル）、LEO）
- 人妻オマ●コおっぴろげ中出しナンパ（6月5日、ドッグイア）
- 母を手篭めにした日（6月7日、青春舎）
- 大失禁。 〜上品ぶってる淫乱奥様のみっともないビショ濡れ交尾〜（7月13日、ヴィーナス）
- 先週末お隣りのご夫婦に誘われハイキング旅行に同行したのだが清々しい空気の自然に囲まれるなか急勾配の山道を登る隣人奥様のぱつぱつに食い込んだパン線浮きまくりのパンツルックのぷりけつをガン見しながら追っていたら申し訳ないと思いつつも股間をそびえ立つ山脈のように勃起させてしまった僕（7月23日、タカラ映像）
- おねだり緊縛 9（7月30日、ダーティーファクトリー）
- 姉と弟の中出し性交 婚約中の美人姉に突然訪れた悪夢…弟の借金返済のために屈辱のAV姉弟共演…!!（8月1日、プラネットプラス）
- 緊縛・奴隷妻（8月19日、ドグマ）
- 人妻の浮気心（9月1日、エマニエル）
- 一泊二日限定 夫非公認「生」撮り 美熟女不倫温泉旅行 其之一 紫穂 四十歳（9月1日、煌KIRAMEKI）※AV OPEN 2015 エントリー作品
- 兄嫁 紫穂 愛おしい義姉に僕は抑える事ができず…（9月11日、なでしこ）
- 熟女からのロリータ入門（9月20日、レイディックス）
- NTR ネトラレーゼ 妻を上階の893に寝盗られた話し（9月24日、タカラ映像）
- 淫肛縄淑女 貞淑妻の残酷!色情的半狂乱之の巻（9月25日、AVS collector's）
- 緊縛スペシャル 68（9月29日、ダーティーファクトリー）
- 美熟女レズ美アン（10月1日、U&K）
- 初めての泡姫ソープ体験で不貞チ●ポに溺れる人妻の恥辱初研修の記録 5時間11名（10月2日、ドッグイア）
- 経験豊富な優しい素人人妻が最高の童貞筆おろし（10月8日、アイエナジー）
- でっかい尻の奥さんはスケベに決まってる（10月10日、MARRION）
- 超接写!マン肉こすり付けオナニー（10月20日、プールクラブ・エンタテインメント）
- 人妻交姦 〜W不倫で燃え盛る背徳のスワップ〜（11月13日、オルガ）
- オペラ10周年記念大作 まじスカ監獄 史上最悪の女囚スカトロ拷姦（11月25日、オペラ）
- 騎乗位専門人妻のエロい尻　葵紫穂（12月8日、煩悩組/妄想族）
- 囚われの牝豹 哀憐ゴシップ痴肉炎上　葵紫穂（12月19日、シネマジック）
- あの時のおばさん　葵紫穂（12月24日、タカラ映像）

2016年
- 街角スカートめくりナンパ即ハメ大作戦！VOL.2（1月1日、グリグリ）
- 食糞レズスカ美人妻　葵紫穂　鮎原いつき（2月25日、オペラ）
- 噂の淫爆処刑台 ザ・タランチュラ vol.4 高学歴の女科学者捕獲せり！ 女体洗脳極限逝き嬲り 葵紫穂（3月7日、BabyEntertainment）
- 代理出産の母　葵紫穂（3月10日、タカラ映像）
- ヘンリー塚本原作 のぞきスワップ 妻が犯られて興奮する夫（3月13日、FAプロ）
- 母ちゃんが風邪薬飲んでぐっすり寝ているので夜這いしてマ●コを弄くっても全く起きないのでついでに顔射してみたwww（4月14日、タカラ映像）
- 人妻保険外交員 恥辱の脱糞拷問　葵紫穂（4月25日、BabyEntertainment）
- あなた、ごめんなさい。 夫よりも縄に寝取られて…（5月19日、ドグマ）
- 憧れの女上司とふたりで地方出張に行ったら台風で帰りの新幹線が運休のため急遽現地で一泊する事になりました　葵紫穂（5月19日、タカラ映像）
- 美人女将 お座敷スカトロ姦　葵紫穂（5月25日、オペラ）
- 悲嘆の肉弾女警護官3　女豹SP浣腸拷問室（6月1日、シネマジック）
- ラッキーな胸チラを発見し、気づかれないように見てたけど、やっぱりバレてた？！ 2 ～ヨガインストラクター編～（6月3日、LEO）
- ウチの母さんの性教育はどうやら他の家とは違うらしい？（6月9日、タカラ映像）
- 露出調教聖水レズビアン　森はるら×葵紫穂（7月7日、山と空）
- 超高級スカトロソープ　葵紫穂（7月25日、オペラ）
- 学校の便所に駆け込んできた先輩の母親にしびれ薬を飲ませて体の自由を奪ったところ、小便垂れ流しながら逃げようとするので、俺たちのチ◎ポで突きまくってやりました！（8月11日、タカラ映像）

「汐河佳奈」名義
2019年
- 監禁洗脳 義理の息子に躾けられた美人妻 (10月1日、プラネットプラス)

その他名義
2014年
- 人生紀行 #032 〜未来を選択する旅〜 多恵38歳の場合（9月19日、ゴーゴーズ）※「多恵」名義
- 密着生撮り 人妻不倫旅行×人妻湯恋旅行 collaboration #10 Side.A（12月23日、ゴーゴーズ）※「多恵」名義
- 密着生撮り 人妻不倫旅行×人妻湯恋旅行 collaboration #10 Side.B（12月23日、ゴーゴーズ）※「多恵」名義

2015年
- 僕の奥さんの競泳水着 志穂37歳 スイミングクラブで知り合ったデカ尻のむっちりスイマー奥様 1（3月6日、HICUT）※「志穂」名義
- 美人魔女 81（9月13日、美人魔女）※「かすみ(38)」名義

2023年
- 「立ちんぼ妻」（1月17日、エマニエル）※「B級熟女 佳奈44歳」名義

### イメージDVD
- 麗しき裸体（2015年9月28日、INTEC Inc）